# 쾰른현

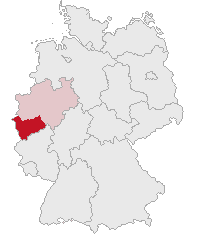
독일에서 쾰른 현의 위치

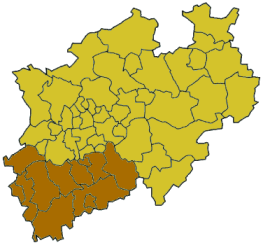
노르트라인베스트팔렌 주에서 쾰른 현의 위치

쾰른현(독일어: Regierungsbezirk Köln)은 독일 노르트라인베스트팔렌주 남서부에 위치한 현(Regierungsbezirk)이다. 면적은 7,364.71 km2, 인구는 4,407,275명(2011), 인구 밀도는 600/km2이며, 현도는 쾰른이다.
노르트라인베스트팔렌주 서남부에 위치한다. 라인강 중류 지역이다. 역사적으로 라인란트로 불린 지역의 중부에 해당하는 지역이며 현재의 쾰른 현은 1972년 아헨 현과 쾰른 현의 합병으로 형성되었다. 8개 군(Landkreise), 4개 시(Kreisfreie Städte)로 구성되어 있다.

## 하위 행정 구역

### 군(Landkreise)
1. 아헨군(Städteregion Aachen)
2. 뒤렌군(Kreis Düren)
3. 오이스키르헨군(Kreis Euskirchen)
4. 하인스베르크군(Kreis Heinsberg)
5. 오버베르기셔군(Oberbergischer Kreis)
6. 라이니슈베르기셔군(Rheinisch-Bergischer Kreis)
7. 라인에르프트군(Rhein-Erft-Kreis)
8. 라인지크군(Rhein-Sieg-Kreis)

### 시(Kreisfreie Städte)
1. 아헨 시(Aachen)
2. 본 시(Bonn)
3. 쾰른 시(Köln)
4. 레버쿠젠 시(Leverkusen)